# Акеми Нода
Акеми Нода (јап. 野田 朱美; 13. октобар 1969) бивша је јапанска фудбалерка.

## Репрезентација
За репрезентацију Јапана дебитовала је 1984. године. Са репрезентацијом Јапана наступала је на једним Олимпијским играма (1996) и два Светска првенства (1991. и 1995). За тај тим одиграла је 76 утакмица и постигла је 24 гола.

## Статистика
| Јапан  | Јапан | Јапан |
| Год.   | Ута.  | Гол.  |
| ------ | ----- | ----- |
| 1984   | 1     | 0     |
| 1985   | 0     | 0     |
| 1986   | 12    | 2     |
| 1987   | 4     | 0     |
| 1988   | 3     | 0     |
| 1989   | 7     | 1     |
| 1990   | 7     | 2     |
| 1991   | 13    | 7     |
| 1992   | 0     | 0     |
| 1993   | 4     | 0     |
| 1994   | 6     | 3     |
| 1995   | 9     | 8     |
| 1996   | 10    | 1     |
| Укупно | 76    | 24    |